# Scaphiophis raffreyi
Scaphiophis raffreyi är en ormart som beskrevs av Bocourt 1875. Scaphiophis raffreyi ingår i släktet Scaphiophis och familjen snokar. Inga underarter finns listade i Catalogue of Life.
Arten förekommer i östra Afrika i Etiopien, Eritrea, Sudan, Kenya och Uganda. Utbredningsområdet ligger 500 till 2500 meter över havet. Honor lägger ägg.